# Schouwen-Duiveland
Schouwen-Duiveland (zelandès Schouwen-Duveland) és un municipi de la província de Zelanda, al sud dels Països Baixos. L'1 de gener de 2009 tenia 34.058 habitants repartits per una superfície de 488,94 km² (dels quals 257,86 km² corresponen a aigua). Limita al nord amb Goedereede (Holanda del Sud), Dirksland (Holanda del Sud) i Middelharnis (Holanda del Sud) i al sud amb Veere, Noord-Beveland i Tholen.

## Centres de població
Brijdorpe, Brouwershaven, Bruinisse, Burgh, Burghsluis, Dreischor, Elkerzee, Ellemeet, Haamstede, Kerkwerve, Looperskapelle, Moriaanshoofd, Nieuwerkerk, Nieuwerkerke, Noordgouwe, Noordwelle, Oosterland, Ouwerkerk, Renesse, Scharendijke, Schuddebeurs, Serooskerke, Sirjansland, Westenschouwen, Zierikzee, Zonnemaire.

## Administració
El consistori consta de 23 membres, compost per:
- Partit del Treball, (PvdA) 5 regidors
- Crida Demòcrata Cristiana, (CDA) 4 regidors
- Partit Popular per la Llibertat i la Democràcia, (VVD) 4 escons
- Leefbaar Schouwen-Duiveland, 3 regidors
- SGP, 2 regidors
- Alert!, 2 regidors
- ChristenUnie, 2 regidors
- GroenLinks, 1 regidor